# Prosopodonta punctata
Prosopodonta punctata is een keversoort uit de familie bladkevers (Chrysomelidae). De wetenschappelijke naam van de soort werd in 1879 gepubliceerd door Charles Owen Waterhouse.